# Naturfænomen
Et naturfænomen er et fænomen, der forekommer uden for menneskets indflydelse eller magt. Naturfænomener spænder lige fra en let regnbyge til en voldsom tsunami.
Andre naturfænomener er f.eks.: jordskælv, solformørkelse, snevejr, troppenætter etc.
| Geografi/geologi | Spire Denne artikel om geografi er en spire som bør udbygges. Du er velkommen til at hjælpe Wikipedia ved at udvide den. |